# Đặng Gia Giai
Đặng Gia Giai (tiếng Trung: 邓家佳, tiếng Anh: Deng Jia Jia, sinh ngày 17 tháng 5 năm 1983) là một nữ diễn viên người Trung Quốc. Cô khởi đầu sự nghiệp của mình với tư cách là một nữ diễn viên với vai diễn đầu tay trong một bộ phim truyền hình vào năm 2002. Năm 2011, cô được khán giả biết đến nhờ bộ phim truyền hình sitcom Chung Cư Tình Yêu.

## Danh sách phim
Phim truyền hình
| Năm        | Tựa Tiếng Việt                                    | Tựa Tiếng Trung        | Tựa Tiếng Anh                  | Vai diễn                   | Ghi chú   |
| ---------- | ------------------------------------------------- | ---------------------- | ------------------------------ | -------------------------- | --------- |
| 2002       | Hiệp Khách Hành                                   | 侠客行                 | Ode to Gallantry               | Thị Kiếm                   |           |
| 2004       | Tiên Kiếm Kỳ Hiệp                                 | 仙剑奇侠传             | Chinese Paladin                | Tri Chu Tinh               |           |
| 2005       | Vận May                                           |                        |                                | Hà Tinh Tinh               |           |
| 2007       | Tân Sở Lưu Hương                                  | 楚留香传奇             | The Legend of Chu Liuxiang     | Trưởng Tôn Hồng & Vân Châu |           |
| 2008       | Địch Doanh Thập Bát Niên                          | 敌营十八年             |                                | La Mậu Ly                  |           |
| 2008       | Thiên Địa Bất Dung (Toả Thanh Thu)                |                        |                                | Hướng Xuân Nê              |           |
| 2008       | Vô Gian Hữu Ái (Hoa Vũ Phi Tuyết)                 |                        |                                | Hoa Nhi                    |           |
| 2009       | Đi Vòng Quanh Thế Giới                            | 闯荡                   | Go Around The World            |                            |           |
| 2009       | Phận Hồng Nhan                                    | 锁清秋                 | Four Women Conflict            |                            | [ 1 ]     |
| 2010       | Tây Sương Ký                                      | 西厢记                 | Romance of the Western Chamber |                            |           |
| 2010       | Mật Vụ Nội Gián                                   | 无间有爱               | Infernal Lover                 |                            |           |
| 2011       | Chung Cư Tình Yêu 2                               | 爱情公寓2              | IPartment 2                    | Đường Du Du                |           |
| 2011       | Tài Sản Gia Đình                                  | 家产                   | Family Property                |                            |           |
| 2012       | Chung Cư Tình Yêu 3                               | 爱情公寓3              | IPartment 3                    | Đường Du Du                |           |
| 2013       |                                                   | 新西厢记               |                                |                            |           |
| 2014       |                                                   | 狂奔的左左             |                                |                            | Vai chính |
| 2014       |                                                   | 浪漫满厨               | Romantic Kitchen               |                            | Vai chính |
| 2014       | Chung Cư Tình Yêu 4                               | 爱情公寓4              | IPartment 4                    | Đường Du Du                |           |
| 2014       | Hạnh Phúc Ở Đâu                                   | 幸福在哪里             | Where is Happiness             |                            | [ 2 ]     |
| 2014       |                                                   | 冬暖花会开             | Winter Flowers                 |                            |           |
| 2015       |                                                   | 想明白了再结婚         | Think Before You Marry         |                            | Vai phụ   |
| 2015       | 聊斋新编                                          |                        |                                |                            |           |
| 2016       |                                                   | 爱情公寓外传之开心原力 |                                |                            |           |
| 2016       | 爱情也包邮                                        |                        |                                |                            |           |
| 2016       |                                                   | 怒火英雄               | Fury Hero                      | Quan Sảng                  | Vai chính |
| 2016       | Duyên Đến Hạnh Phúc                               | 缘来幸福               | Edge of Happiness              |                            | Vai chính |
| 2017       | Tội Lỗi Không Chứng Cứ                            | 无证之罪               | Burning Ice                    | Chu Tuệ Như                | Vai chính |
| 2017       |                                                   | 我不是精英             | With Elite                     |                            | Vai chính |
| 2019       | Quyền Lực Vương Triều (Đại Minh Phong Hoa)        | 大明风华               | Empress of the Ming            | Hồ Thiện Tường             | Vai phụ   |
| 2019       |                                                   | 玩家                   | Player                         |                            |           |
| 2020       |                                                   | 最亲最爱的人           | My Dearest                     |                            |           |
| 2020       | Săn Cáo                                           | 猎狐                   | Hunting                        |                            |           |
| 2021       |                                                   | 我们的新时代           |                                |                            |           |
| 2022       | Vội Vàng Tuổi Thanh Xuân                          |                        |                                |                            | Vai chính |
| 2022       | Cho Bạn Sự Dũng Cảm                               | 致勇敢的你             |                                | An Dự                      | Vai chính |
| 2022       | Hồi Lang Đình                                     | 回廊亭                 | Hui Lang Ting                  | Khương Viễn Tinh           | Vai chính |
| 2022       | Tháp Thông Thiên                                  | 通天塔                 | Babel                          | Thôi Thiên                 |           |
| Chưa chiếu |                                                   | 爱情也包邮             | Love Express                   |                            |           |
| Chưa chiếu | 上有老下有小                                      |                        |                                |                            |           |
| Chưa chiếu | 黑土无言                                          |                        |                                |                            |           |
| Chưa chiếu | Chuyển Mình Rực Rỡ (Sự Phản Công Của Các Chị Gái) | 她们的反击             | The Magical Women              | An Ninh                    | Vai chính |

Phim Điện Ảnh